# 切尔尼戈夫王公列表
切尔尼戈夫是乌克兰的一座城市。中世纪时，这里是罗斯国家最重要的公国之一，由留里克王朝的成员们统治。这个公国在14世纪后半叶被立陶宛吞并，后来又成为莫斯科大公国的一部分。

## 历任王公
- 姆斯季斯拉夫·弗拉基米罗维奇 1024年 - 1036年
- 斯维亚托斯拉夫·雅罗斯拉维奇 1054年 - 1073年
- 弗谢沃洛德·雅罗斯拉维奇 1077年
- 鲍里斯·维亚切斯拉维奇 1077年 - 1078年
- 弗拉基米尔·莫诺马赫 1078年 - 1094年
- 奥列格·斯维亚托斯拉维奇 1094年 - 1096年
- 达维德·斯维亚托斯拉维奇 1097年 - 1123年
- 雅罗斯拉夫·斯维亚托斯拉维奇 1123年 - 1127年
- 弗谢沃洛德·奥利戈维奇 1127年 - 1139年
- 弗拉基米尔·达维多维奇 1139年 - 1151年
- 伊贾斯拉夫三世·达维多维奇 1152年 - 1154年
- 斯维亚托斯拉夫·奥利戈维奇 1154年 - 1155年
- 伊贾斯拉夫三世·达维多维奇 1155年 - 1157年
- 斯维亚托斯拉夫·奥利戈维奇 1157年 - 1164年
- 斯维亚托斯拉夫·弗谢沃洛多维奇 1164年 - 1177年
- 雅罗斯拉夫·弗谢沃洛多维奇 1177年 - 1198年
- 伊戈尔·斯维亚托斯拉维奇 1198年 - 1202年
- 奥列格·斯维亚托斯拉维奇 1202年 - 1204年
- 弗谢沃洛德·斯维亚托斯拉维奇 1204年 - 1210年
- 留里克·罗斯季斯拉维奇 1210年 - 1214年
- 弗谢沃洛德·斯维亚托斯拉维奇 1214年
- 留里克·奥利戈维奇 1214年
- 格列布·斯维亚托斯拉维奇 1214年 - 1219年
- 姆斯季斯拉夫·斯维亚托斯拉维奇 1219年 - 1224年
- 奥列格·斯维亚托斯拉维奇 1224年
- 米哈伊尔·弗谢沃洛多维奇 1224年 - 1236年
- 姆斯季斯拉夫·格列波维奇 1236年 - 1239年
- 罗斯季斯拉夫·米哈伊洛维奇 1239年 - 1243年
- 米哈伊尔·弗谢沃洛多维奇 1243年 - 1246年
- 安德烈·姆斯季斯拉维奇 1246年
- 弗谢沃洛德·亚罗波尔科维奇 1246年 - 1261年
- 安德烈·弗谢沃洛多维奇 1261年 - 1263年
- 罗曼·米哈伊洛维奇 1263年 - 1285年
- 奥列格·罗曼诺维奇 1285年 - 1306年
- 米哈伊尔·德米特里耶维奇
- 米哈伊尔·亚历山德罗维奇
- 罗曼·米哈伊洛维奇 ？ - 1370年代
  - 被立陶宛兼并